# Bakke snagvendt
Bakke snagvendt er en sprogleg, der går ud på at flytte rundt på forskellige led i ord, sætninger og udtryk efter et sæt forholdsvis enkle regler. I Danmark kendes legen især fra "Bakke Snagvendt-sangen" fra børneprogrammet Kaj og Andrea. Et lignende fænomen er det franske verlan.

## Teknik
Ved et led forstås: én konsonant, én vokal, to sammenstillede konsonanter, to sammenstillede vokaler samt tre sammenstillede konsonanter. Fire sammenstillede konsonanter betragtes også som et gyldigt led, men forekommer ganske sjældent i denne forbindelse. Også en hel orddel fra et sammensat ord kan fungere som et led. Den karakteristiske bakke snagvendt-effekt opstår som resultat af den såkaldte afbytning. Afbytning sker altid efter følgende simple regler: konsonantled byttes med konsonantled, vokalled byttes med vokalled og orddel byttes med orddel. Sidstnævnte resulterer ofte i den såkaldte ´"differente afbytning” når orddele af forskellig længde afbyttes med hinanden. Selve udtrykket "bakke snagvendt" opstår af "snakke bagvendt", hvor "sn-" og "b-" bytter plads. Nedenfor ses en række eksempler på de traditionelle muligheder for afbytning, ligesom de mere avancerede teknikker ”konsonantforbedring”, ”konsonanthold” og ”vokalstyring” introduceres. Bakke snagvendt forveksles undertiden med den noget enklere sprogleg tale baglæns

## Eksempler
Intern enkelleddet konsonantafbytning
Missetand → Tissemand
Wikipedia → Pikiwedia
Intern enkelleddet vokalafbytning:
Fosterfader → Fasterfoder
Ligrøver → Løgriver
Intern dobbelleddet afbytning:
Kattepine → Pittekane
Skibsreder → Rebsskider
Ekstern enkelleddet konsonantafbytning:
Snakke bagvendt → Bakke snagvendt
Ekstern enkelleddet konsonantafbytning med vokalstyring:
Den gule hest → Den hule gæst
Ekstern enkelleddet konsonantafbytning med kontraherende konsonantforbedring:
Brødrene Møller → Mødrene Brøler
Ekstern enkelleddet vokalafbytning:
Sytten tunger → Sutten tynger
Ekstern dobbeltleddet afbytning med expanderende konsonantforbedring:
Knuthenborg Dyrepark → Dythenborg Knurrepark
Ekstern dobbeltleddet afbytning med konsonanthold:
Kalle Blomkvist → Bolle Klamkvist
Different polyleddet afbytning:
Den kongelige livgarde → Den livlige kongegarde
Polyleddet ekstern konsonantafbytning:
Snakke flydende bagvendt → Flakke bydende snagvendt → Bakke snydende flagvendt

## Eksternt link
- Bakke snagvendt-sangen af Henrik Smith-Sivertsen på Det Kongelige Biblioteks website

| Sprog | Spire Denne artikel om sprog er en spire som bør udbygges. Du er velkommen til at hjælpe Wikipedia ved at udvide den. |